# Candice Dupree
Candice Dupree (nacida el 16 de agosto de 1984 en Oklahoma City, Oklahoma) es una jugadora de baloncesto estadounidense.

## Vida personal
Dupree estuvo casada con su excompañera del equipo Mercury DeWanna Bonner y en 2017 tuvieron gemelos.